# مارسل روبین
مارسل روبین (انگلیسی: Marcel Rubin; ۷ ژوئیهٔ ۱۹۰۵ – ۱۲ مهٔ ۱۹۹۵) آهنگساز، و رهبر (موسیقی) اهل اتریش بود.